# Gerhard Pantel
Gerhard Pantel war ein deutscher Nazipropagandist und Pressefunktionär.

## Leben und Tätigkeit
Gerhard Pantel begann sich um 1930 als Propagandist für die NSDAP zu betätigen.
1932 ist er als Autor einer Propagandabroschüre nachweisbar, in der er den brutalen Mord von Potempa, bei dem mehrere SA-Männer und andere Rechtsradikale einen Kommunisten buchstäblich zu Tode getrampelt hatten, rechtfertigte und verklärte sowie das Opfer scharf diffamierte.
Vom 5. Januar 1935 bis zum 1. Januar 1937 fungierte Pantel als Herausgeber des 1935 gegründeten Periodikums Die HJ (Untertitel Das Kampfblatt der Hitlerjugend), dem offiziellen Organ der Hitlerjugend.

## Schriften
- Potempa-Beuthen. Ein Signal für alle deutschen Deutschen, (=Kampfschrift – Broschürenreihe der Reichspropagandaleitung der NSDAP, Heft 21), Eher Verlag, München 1932.
- Hochlandlager. Die grosse Schule des Gebietes Hochland, 1935.
- Arbeiter, Bauern, Soldaten. Schulg, Fest und Feier im Hochlandlager, 1935.
- Befehl Deutschland. Ein Tagebuch vom Kampf um Berlin, München 1936.